# Ракошин
Ракошин (пол. Rakoszyn) — село в Польщі, у гміні Нагловиці Єнджейовського повіту Свентокшиського воєводства.
Населення — 326 осіб (2011).
У 1975-1998 роках село належало до Келецького воєводства.

## Демографія
Демографічна структура на день 31 березня 2011 року:
|          | Загалом | Допрацездатний вік | Працездатний вік | Постпрацездатний вік |
| -------- | ------- | ------------------ | ---------------- | -------------------- |
| Чоловіки | 159     | 29                 | 108              | 22                   |
| Жінки    | 167     | 37                 | 82               | 48                   |
| Разом    | 326     | 66                 | 190              | 70                   |